# SV Steinbach
Der SV Steinbach 1920 e. V. ist ein deutscher Sportverein mit Sitz im Ortsteil Steinbach der hessischen Marktgemeinde Burghaun im Landkreis Fulda.

## Geschichte

### Fußball

#### Gründung und Vorkriegszeit (1920 – 1945)
Der Verein wurde unter dem Namen Turn- und Fußballverein Steinbach in der Gastwirtschaft Walk in Steinbach am 20. Juni 1920 gegründet. Ein paar Jahre später wurde der Name des Vereins in Sportverein Steinbach 1920 verändert. Zuerst spielte der Verein seine Fußballspiele auf improvisierten Wiesen. Einen festen Spielort gab es nicht und so wechselte der Club stetig die Spielorte. Im Jahr 1924 erfolgte die Aufnahme in die C-Klasse des Kreises Hünfeld.
Zu Beginn der 30er Jahre verletzte sich der 18-jährige Spieler Anselm Henkel bei einem Spiel in Künzell so schwer, dass er auf Grund dieser Verletzungen starb. Wegen des Todesfalls verließen viele ältere Spieler den Verein, der diesen Verlust anfangs nur schwer kompensieren konnte. Allerdings wurden vor dem Ausbruch des Zweiten Weltkriegs noch einige Freundschaftsspiele gegen Nachbargemeinden ausgetragen, kurz nach besagtem Ausbruch kam der Spielbetrieb komplett zum Erliegen.

#### Etablierung in der Nachkriegszeit (1945 – 1993)
Nach dem Ende des Weltkriegs, wurden bereits im Jahr 1945 wieder erste Freundschaftsspiele ausgetragen. 1947 erfolgte dann die Aufnahme in die B-Klasse Hünfeld und somit der Wiedereinstieg in den geregelten Ligabetrieb. Der Aufstieg in die A-Klasse (damals die 8. Liga) wurde im Jahr 1951 gefeiert, in welcher sich der Verein zwei Saisons halten konnte, bis er 1953 wieder in die B-Klasse abstieg. Im Jahr 1956 gelang der Wiederaufstieg und 1959 folgte der erneute Abstieg. Im Jahr 1971 stieg die Mannschaft in die Bezirksklasse auf und erzeugte eine Euphorie. Mehr als 1000 zahlende Zuschauer besuchten regelmäßig die Heimspiele. 1974 erfolgte dann wieder der Abstieg der Mannschaft in die A-Klasse, doch eine Saison später meldete sich Steinbach wieder aus der Bezirksklasse. Diese Rettung hielt aber auch nur für eine Saison, da 1976 die Mannschaft wieder abstieg. Erst 1985 glückte dann der Wiederaufstieg in die Bezirksklasse. Ein Jahr später spielte die Mannschaft in einem Freundschaftsspiel gegen den Bundesligisten Bayer Leverkusen, welches vor 800 Zuschauern mit 14:0 verloren wurde. Im darauffolgenden Jahr erfolgte dann wieder der Abstieg in die A-Klasse. 1990 bekam der Verein für die geleistete Arbeit insbesondere im Bereich der Jugend von Werner Kiel die Sepp-Herberger Medaille verliehen. Im Jahr 1993 stieg die Mannschaft dann wieder in die Bezirksoberliga auf.

#### Mehrere Aufstiege bis in die heutige Zeit (2000 – Gegenwart)
2001 stieg man in die Landesliga auf. Nach zwei Saisons stieg man 2003 jedoch wieder in die Bezirksoberliga ab. Drei Saisons später musste Steinbach wieder hinunter in die Bezirksliga, woraufhin im Jahr 2007 mit 80 Punkten der sofortige Wiederaufstieg erreicht wurde. Im selben Jahr wurde die Mannschaft vom Mühlengrund zudem noch als Mannschaft des Jahres in Osthessen gewählt. 2008 schaffte der SVS dann wieder den Aufstieg in die Verbandsliga Hessen Nord und somit den Durchmarsch. Zuvor wurde die Mannschaft erneut mit 83 Punkten überlegener Meister der Gruppenliga (damals: Bezirksoberliga). 2013 trat die Jugendabteilung dem Jugendförderverein Burghaun bei. Zur Saison 2016/17 erfolgte dann erstmals der Aufstieg in die Hessenliga. Mit 36 Punkten konnte die erste Saison in Hessens Beletage auf Platz 14 abgeschlossen werden. In der nächsten Saison stieg die Mannschaft dann allerdings als abgeschlagener Tabellenletzter mit nur 15 Punkten wieder ab. In der Spielzeit 2018/19 folgte dann aber direkt der Wiederaufstieg in die Hessenliga.

### Volleyball
Die Abteilung wurde im Jahr 1979 gegründet. Derzeit ist die erste Damen-Mannschaft in der Bezirksliga aktiv.

### Sonstiges
Im Jahr 1924 pachtete der Verein den Sportplatz am Tannenwald für 100 Reichsmark pro Jahr. Im Jahr 1928 kaufte man den Sportplatz für 500 Reichsmark und die Gemeinde wurde neuer Eigentümer der Spielstätte. 1969 wurde der neue Sportplatz Mainliete (heute Im Mühlengrund genannt) eingeweiht. Zugleich wurde auch noch eine Gymnastik-Abteilung gegründet. 1972 bekam der Verein auch eine Flutlichtanlage. 1981 folgte dann eine erste Erweiterung des Sportlerheims. Im Jahr 1982 konnte erstmals eine Sportabzeichenprüfung abgelegt werden. Zwei Jahre später wurde für den Sportplatz eine Oberflächendrainage angelegt. 1987 folgte dann noch die Installation einer Sprecherkabine mitsamt Lautsprecheranlage, womit gleichzeitig auch Bandenwerbung Einzug erhielt. Die DDR-Band Puhdys spielte 1988 ein Konzert auf dem Sportplatz. 1991 erfolgte die Gründung einer Abteilung mit dem Namen Lustige Läufer. Die Errichtung eines zweiten Sportplatzes mit dem Namen Im Brunnerts als Trainingsplatz erfolgte 1993/94. 1998 konnte erstmals die Grenze von 100 vergebenen Sportabzeichen pro Jahr erreicht werden. Eine Schautanzgruppe mit dem Namen Sunshine Ladies wurde 2005 gegründet. 2008/09 wurde das Sportlerheim zum zweiten Mal erweitert.

## Bekannte ehemalige Spieler
- Daniel Hanslik [Erste Station im Profibereich; 31 Spiele 22 Tore]
- Marius Müller [Jugendspieler beim SV Steinbach]